# Dolmans Heuvelland Classic
De Dolmans Heuvelland Classic is een voormalige wielerwedstrijd voor vrouwen in het zuiden van Limburg, die tussen 2007 en 2010 verreden werd in het laatste weekend van maart. Toen de koers in 2011 geen doorgang meer vond, werd in dat weekend de Holland Hills Classic gehouden, die voorheen in augustus plaatsvond. De Hills Classic kan dan ook gezien worden als de vervanger van de Heuvelland Classic.
De eerste editie werd op 1 april 2007 gewonnen door Regina Bruins. Zij won voor een groep van zeven rensters, waarvan Suzanne de Goede de sprint won voor Loes Gunnewijk. Wereldkampioene Marianne Vos werd 5e dat jaar, 11e werd Sharon van Essen.
Van Essen won de tweede editie op 30 maart 2008 door voorop te blijven met een kopgroep van drie. Ze won in Sibbe de sprint van Saskia Elemans; Chantal Blaak moest de twee laten gaan op de laatste klim, de Geulhemmerberg. De sprint van de achtervolgende groep werd gewonnen door Marianne Vos, die een dag eerder nog wereldkampioene werd op de baan in Manchester.
Lucinda Brand won op 29 maart 2009 na een solo de derde editie, voor de Duitse Tina Liebig en Saskia Elemans (een jaar eerder nog tweede). De Belgische Liesbet De Vocht werd 7e, maar won een jaar later de vierde editie op 28 maart 2010, voor de Duitse Sarah Düster en de eveneens Belgische Lieselot Decroix. Titelverdedigster Brand werd vijfde.

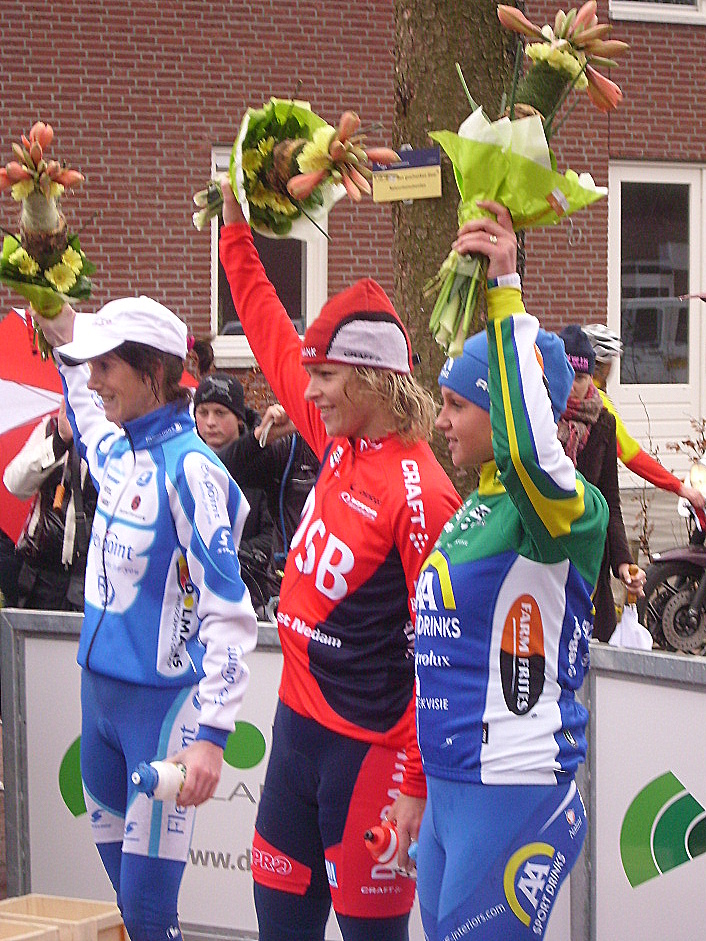
Dolmans Heuvelland Classic 2008

## Erelijst
| Jaar | Km    | Winnaar          | Tweede           | Derde            |
| ---- | ----- | ---------------- | ---------------- | ---------------- |
| 2007 |       | Regina Bruins    | Suzanne de Goede | Loes Gunnewijk   |
| 2008 | 90    | Sharon van Essen | Saskia Elemans   | Chantal Blaak    |
| 2009 |       | Lucinda Brand    | Tina Liebig      | Saskia Elemans   |
| 2010 | 103,6 | Liesbet De Vocht | Sarah Düster     | Lieselot Decroix |